# Jan Borluut
Jan Borluut (ca. 1250 – Gent, vóór 1306) was een Gentse patriciër.
Jan Borluut was de zoon van Boudewijn Borluut en Truna Uutberghe, en afkomstig uit een rijk patriciërsgeslacht van wolhandelaren, waarvan de leden van de 13de tot de 16de eeuw onafgebroken magistraatsfuncties bekleedden in Gent. Hij was getrouwd met Heldewin de Vos maar had geen kinderen. Hij was familie van Elisabeth Borluut, die samen met haar echtgenoot Joos Vijd opdracht gaf tot het maken van het bekende schilderij Het Lam Gods (1432), dat in de Doopkapel van de Sint-Baafskathedraal in Gent hangt. 
Jan Borluut was een vechtersbaas die zich ontwikkelde tot krijgsheer. Hij nam deel aan de slag bij Woeringen in 1288. In augustus 1294 had hij een ruzie met Jan de Brune, lid van de Sint-Baafsclan, en verkocht hij hem een kaakslag. Dit was het begin van een dodelijke vete die in 1306 werd gevonnist. Ze vond plaats tijdens de Frans-Vlaamse Oorlog, waarin Borluut steun zocht bij de ambachtslieden. Na doodslag op een andere patriciër werd hij verbannen uit Gent. Op 11 juli 1302 voerde hij een groep Gentenaars aan tijdens de Guldensporenslag tegen de Fransen, terwijl het Gentse stadsbestuur, de zogenaamde XXXIX, aan de zijde van de Franse koning stonden. Na de slag werd hij tot ridder geslagen en in triomf teruggebracht naar de Gentse stad, wat aldaar op gemengde gevoelens werd onthaald. Nog vóór het vonnis werd hij door de zoon van een van zijn slachtoffers in Gent vermoord. 
De kreet "Groeninge veld! Groeninge veld!" werd de wapenspreuk van de familie Borluut. Op de gevel van het romaans herenhuis op de Korenmarkt, het zogeheten Borluutsteen, is het wapenschild van de familie te zien: drie lopende herten. 
In Sint-Denijs-Westrem staat het Borluutkasteel, dat ook naar deze patriciërsfamilie is genoemd.